# Adventure Time: Hey Ice King! Why'd You Steal Our Garbage?!
Adventure Time: Hey Ice King! Why'd You Steal Our Garbage este un joc video de 2d și de acțiune-aventură dezvoltat de WayForward Technologies și
publicat de Bandai Namco Games și D3 Editura pentru Nintendo 3DS și Nintendo DS.Ea se bazează pe serialul Să-nceapă aventura.Jocul a fost lansat în România pe data de 13 noiembrie 2012.

## Gameplay
Gameplay-ul este prezentat de sus până jos,atunci când Finn și Jake explorează tărâmul Ooo,dar atunci când jucătorul se duce într-o temnița,gameplay-ul trece într-un side-scroller 2D,la fel ca Zelda ||: aventura Link.Jocul conține o a doua căutare când se da bătut.Ea are multe elemente care ajuta jucătorul de aventura,cum ar fi Gheara de Tigru și Royal Tart.Unele elemente sunt produse alimentare care umple o parte din sănătatea dumneavoastră.Combinarea de alimente poate reface mai mult din sănătate, (cum ar fi hamburger și ketchup) sau dauna sănătății dumneavoastre (cum ar fi hamburgeri și sirop de arțar).Exista patru tărâmuri pe care le poți explora:pășuni,Împărăția de zahar,Împărăția gheții și trecerea Stâncile Roșii.Jake învață de abilitățile sale elastice,odată cu progresul în joc.Acestea includ un pumn ondulat,scut ureche,transformarea într-un pod,dinghy,umbrela de soare și multe altele.

## Despre joc
Împăratul gheții lucrează de zor la construirea prințesei de gunoi malefice,iar Finn și Jake vor să-l oprească.Este treaba lui Finn și Jake să pună lucrurile pe picioare.

## Dezvoltare
Jocul a fost anunțat inițial pe 23 martie 2012,atât WayForward și seria "creator" Pendleton Ward,care a lucrat cu dezvoltatorul ca un consultant creativ pentru joc.Jake Kaufman a compus muzica pentru joc,care a fost complet original,cu excepția temei din titlu.

## Ediția de colecție
La 12 iulie 2012,a fost dezvăluit ca jocul va avea ediție de colecție atât pentru DS și 3DS.Acesta include un capac din oțel un caz de Enchiridion (manualul eroului),un poster de Ooo,o carte numita Cartea de vite și un stylus conceput după sabia lui Finn.

## Recepție
Jocul a primit recenzii pozitive din partea criticilor din cea mai mare parte.Ea deține un scor de 68% pe Metacritic,cu unele critici din lungimea sa poveste relativ scurta.Lucas M. Thomas un pasionat al Sa-nceapa aventura,a dat jocului nota 8,5 "mare" rating,comentând ca "aceasta este o aventura uimitoare și am aproape nici o plângere la nivel.GamingUnion.net lui Spencer Pressly | înscris ca un 7/10 argumentând ca în timp ce "aceasta este ceea ce majoritatea fanilor Sa-nceapa aventura ar putea dori de la un joc"dar din cauza povesti scurte aceasta "ar trebui sa fi fost un titlu descarcabil".